# Aster polios
Aster polios là một loài thực vật có hoa trong họ Cúc. Loài này được C.K.Schneid. mô tả khoa học đầu tiên năm 1917.